# Dores do Indaiá (ort)
Dores do Indaiá är en ort i Brasilien.   Den ligger i kommunen Dores do Indaiá och delstaten Minas Gerais, i den sydöstra delen av landet, 500 km sydost om huvudstaden Brasília. Dores do Indaiá ligger 723 meter över havet och antalet invånare är 12 859.
Terrängen runt Dores do Indaiá är huvudsakligen platt. Dores do Indaiá ligger uppe på en höjd.
Omgivningarna runt Dores do Indaiá är huvudsakligen savann. Runt Dores do Indaiá är det glesbefolkat, med 12 invånare per kvadratkilometer.